# Смолов Федір Михайлович
Федір Михайлович Смолов (рос. Федор Михайлович Смолов, нар. 9 лютого 1990, Саратов) — російський футболіст, нападник «Краснодара». Грав у складі національної збірної Росії.

## Клубна кар'єра

### Динамо
Народився 9 лютого 1990 року в Саратові. Вихованець саратовського СДЮСШОР «Сокіл». У 2006 році підписав з московським «Динамо» перший професійний контракт. У російській Прем'єр-лізі дебютував у сезоні 2007, у грі проти «Луч-Енергії». 27 вересня 2008 року в поєдинку проти самарського клубу «Крила Рад», Федір забив свій перший гол за «Динамо» в чемпіонаті Росії.
14 липня 2010 року перейшов на правах оренди в нідерландський «Феєнорд». У чемпіонаті Нідерландів дебютував 8 серпня у матчі проти «Утрехта», що завершився домашньою перемогою «Фейєноорда» з рахунком 3:1. У 11 матчах чемпіонату Смолов забив один гол (у ворота клубу «Вітесс»).
У травні 2011 року, після повернення з «Феєнорда», Смолов забиває в матчах проти «Краснодара», нальчинського «Спартака», в обох випадках його голи стають вирішальними і допомагають «біло-блакитним» перемогти.

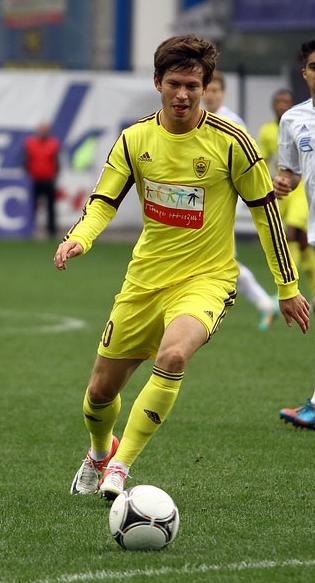
Смолов у складі «Анжі»

У липні 2012 року Федір перейшов в «Анжі» на правах оренди. 19 липня у поєдинку проти угорського «Гонведа» в рамках кваліфікаційного раунду Ліги Європи Смолов дебютував за нову команду. 22 липня у зустрічі з краснодарською «Кубанню» відбувся дебют нападника за «Анжі» в чемпіонаті Росії. 2 серпня 2012 року в матчі кваліфікаційного раунду Ліги Європи проти «Вітесса», Смолов забив вирішальний гол, який дозволив його команді перемогти 2:0.
У жовтні 2012 року президент московського «Динамо» Геннадій Соловйов підтвердив інформацію, яка з'явилася в ЗМІ, про те, що біло-блакитні збираються повернути Федора Смолова з оренди в «Анжі». Проте у середині січня стало відомо, що Смолов залишиться в «Анжі» до кінця сезону 2012/13. Свій виступ за махачкалінський клуб гравець Смолов оцінив як позитивний.
Провівши лише півроку в «Динамо», 28 січня 2014 року Смолов удруге перейшов в «Анжі» на правах оренди з можливістю грати проти свого основного клубу. 6 квітня 2014 року в матчі «Анжі»—«Динамо» (4:0) Смолов перервав свою безгольову серію, що тривала 1775 хвилин.
1 вересня 2014 року Смолов знову був зданий в оренду — цього разу в єкатеринбурзький «Урал», погодившись на зниження зарплати більш ніж в 2,5 рази. Забивши 2 голи і віддавши гольову передачу, Смолов був визнаний уболівальниками «Уралу» найкращим гравцем команди у вересні. 31 травня 2014 року закінчився термін оренди Смолова в «Уралі», а 1 червня — термін контракту з «Динамо», у зв'язку з чим Смолов не зміг взяти участь у стикових матчах «Уралу».

### Краснодар
2 червня 2015 року підписав контракт терміном на 4 роки з футбольним клубом «Краснодар». 6 серпня 2015 року у матчі 3-го кваліфікаційного раунду Ліги Європи з братиславським «Слованом» забив пенальті за «Краснодар», а 10 серпня в дербі з «Кубанню» забив з гри у Чемпіонаті Росії, при цьому обидва голи були забиті в компенсований час другого тайму і обидва врятували «Краснодар» від поразки.
Став з 20 голами найкращим бомбардиром російського чемпіонату в сезоні 2015/16. Наступного сезону в іграх російської першості забив 18 голів, але й цього вистачило, аби удруге поспіль стати найефективнішим форвардом турніру.

### Локомотив
9 серпня 2018 року перейшов до московського «Локомотива». Сума трансферу склала 9 млн. €, контракт розрахований на 4 роки з зарплатою 3 млн. €.
Першу половину 2020 року провів в оренді в іспанській «Сельті».

### Повернення в Динамо
12 січня 2022 року підписав контракт з московським «Динамо», за яке виступав на початку своєї кар'єри.

## Виступи за збірні
2006 року дебютував у складі юнацької збірної Росії, взяв участь у 16 іграх на юнацькому рівні, відзначившись 8 забитими голами.
Протягом 2008–2013 років залучався до складу молодіжної збірної Росії. У січні 2008 року Смолов переміг у складі молодіжної збірної Росії на меморіалі Гранаткіна, ставши найкращим бомбардиром турніру.
12 жовтня 2012 року в першому стиковому матчі за вихід на молодіжний чемпіонат Європи проти молодіжної збірної Чехії Смолов забив два голи і допоміг своїй команді здобути перемогу, 2:0. У другому матчі він на 6-й хвилині реалізував пенальті у ворота Чехії, гра завершилася нічиєю 2:2, що дозволило збірній Росії вийти на молодіжний чемпіонат Європи, куди поїхав і Смолов. Всього на молодіжному рівні зіграв у 27 офіційних матчах, забив 14 голів.
14 листопада 2012 року у матчі проти збірної США (2:2) дебютував у національній збірній Росії, де він, вийшовши у стартовому складі, на 9-й хвилині відкрив рахунок. Цей гол став найшвидшим голом після виходу на поле для дебютантів збірної Росії, а також єдиним забитим новачком збірної у першому таймі дебютного матчу. В цьому ж епізоді Федір отримав травму і не зміг продовжити матч.
7 червня 2013 року дебютував в офіційному матчі за збірну. Федір з'явився на полі на 68-й хвилині замість Олександра Кержакова у гостьовому матчі зі збірною Португалії (0:1).
Був гравцем основного складу збірної на Євро-2016 та домашньому для росіян ЧС-2018.
| Дата       | Місто           | Господарі   | Результат               | Гості             | Турнір                | Голи | Примітки |
| ---------- | --------------- | ----------- | ----------------------- | ----------------- | --------------------- | ---- | -------- |
| 14-11-2012 | Краснодар       | Росія       | 2 – 2                   | США               | товариський матч      | 1    | 79'      |
| 6-2-2013   | Марбелья        | Росія       | 2 – 0                   | Ісландія          | товариський матч      | -    | 46'      |
| 7-6-2013   | Лісабон         | Португалія  | 1 – 0                   | Росія             | Відбір до ЧС 2014     | -    | 68'      |
| 15-11-2013 | Дубай (місто)   | Сербія      | 1 – 1                   | Росія             | товариський матч      | -    | 62'      |
| 19-11-2013 | Дубай (місто)   | Росія       | 2 – 1                   | Південна Корея    | товариський матч      | 1    | 40'      |
| 8-9-2015   | Вадуц           | Ліхтенштейн | 0 – 7                   | Росія             | Відбір до ЧЄ 2016     | 1    | 75'      |
| 9-10-2015  | Кишинів         | Молдова     | 1 – 2                   | Росія             | Відбір до ЧЄ 2016     | -    | 88'      |
| 12-10-2015 | Москва          | Росія       | 2 – 0                   | Чорногорія        | Відбір до ЧЄ 2016     | -    | 84'      |
| 14-11-2015 | Краснодар       | Росія       | 1 – 0                   | Португалія        | товариський матч      | -    | 66' 75'  |
| 17-11-2015 | Спліт           | Хорватія    | 3 – 1                   | Росія             | товариський матч      | 1    |          |
| 26-3-2016  | Москва          | Росія       | 3 – 0                   | Литва             | товариський матч      | 1    | 46'      |
| 29-3-2016  | Сен-Дені        | Франція     | 4 – 2                   | Росія             | товариський матч      | -    | 80'      |
| 1-6-2016   | Інсбрук         | Чехія       | 2 – 1                   | Росія             | товариський матч      | -    |          |
| 5-6-2016   | Монако          | Сербія      | 1 – 1                   | Росія             | товариський матч      | -    | 46'      |
| 11-6-2016  | Марсель         | Англія      | 1 – 1                   | Росія             | ЧЄ 2016 - 1-й етап    | -    | 85'      |
| 15-6-2016  | Лілль           | Росія       | 1 – 2                   | Словенія          | ЧЄ 2016 - 1-й етап    | -    |          |
| 20-6-2016  | Тулуза          | Уельс       | 3 – 0                   | Росія             | ЧЄ 2016 - 1-й етап    | -    | 70'      |
| 31-8-2016  | Анталія         | Туреччина   | 0 – 0                   | Росія             | товариський матч      | -    | 79'      |
| 6-9-2016   | Москва          | Росія       | 1 – 0                   | Гана              | товариський матч      | 1    | 88'      |
| 5-6-2017   | Будапешт        | Угорщина    | 0 – 3                   | Росія             | товариський матч      | 1    | 84'      |
| 9-6-2017   | Москва          | Росія       | 1 – 1                   | Чилі              | товариський матч      | -    | 86'      |
| 17-6-2017  | Санкт-Петербург | Росія       | 2 – 0                   | Нова Зеландія     | Кубок Конфедерацій    | 1    | 90'      |
| 21-6-2017  | Москва          | Росія       | 0 – 1                   | Португалія        | Кубок Конфедерацій    | -    |          |
| 24-6-2017  | Казань          | Росія       | 1 – 2                   | Мексика           | Кубок Конфедерацій    | -    | 78'      |
| 7-10-2017  | Москва          | Росія       | 4 – 2                   | Південна Корея    | товариський матч      | 1    | 74' 80'  |
| 10-10-2017 | Казань          | Росія       | 1 – 1                   | Іран              | товариський матч      | -    | кап. 83' |
| 11-11-2017 | Москва          | Росія       | 0 – 1                   | Аргентина         | товариський матч      | -    |          |
| 14-11-2017 | Санкт-Петербург | Росія       | 3 – 3                   | Іспанія           | товариський матч      | 2    | кап.     |
| 23-3-2018  | Москва          | Росія       | 0 – 3                   | Бразилія          | товариський матч      | -    | 71'      |
| 27-3-2018  | Санкт-Петербург | Росія       | 1 – 3                   | Франція           | товариський матч      | 1    | кап.     |
| 30-5-2018  | Інсбрук         | Австрія     | 1 – 0                   | Росія             | товариський матч      | -    | 32' 72'  |
| 5-6-2018   | Москва          | Росія       | 1 – 1                   | Туреччина         | товариський матч      | -    |          |
| 14-6-2018  | Москва          | Росія       | 5 – 0                   | Саудівська Аравія | ЧС 2018 - 1-й етап    | -    | 70'      |
| 19-6-2018  | Санкт-Петербург | Росія       | 3 – 1                   | Єгипет            | ЧС 2018 - 1-й етап    | -    | 79' 84'  |
| 25-6-2018  | Самара          | Уругвай     | 3 – 0                   | Росія             | ЧС 2018 - 1-й етап    | -    | 60'      |
| 1-7-2018   | Москва          | Іспанія     | 1 – 1 д.ч. (3 – 4 п.п.) | Росія             | ЧС 2018 - 1/8 фіналу  | -    | 65'      |
| 7-7-2018   | Сочі            | Росія       | 2 – 2 д.ч. (3 – 4 п.п.) | Хорватія          | ЧС 2018 - чвертьфінал | -    | 67'      |
| 22-3-2019  | Брюссель        | Бельгія     | 3 – 1                   | Росія             | Відбір до ЧЄ 2020     | -    | 77'      |
| 8-6-2019   | Саранськ        | Росія       | 9 – 0                   | Сан-Марино        | Відбір до ЧЄ 2020     | 2    | 60'      |
| Усього     |                 | Матчів      | 39                      |                   | Голів                 | 14   |          |

## Досягнення

### Командні
«Локомотив» (Москва)
- Володар Кубка Росії: 2018/19, 2020/21
- Володар Суперкубка Росії: 2019

«Краснодар»
- Чемпіон Росії: 2024/25

Росія (мол.)
- ΧΧ Міжнародний юнацький турнір пам'яті першого віце-президента ФІФА Валентина Гранаткіна — 2008

### Особисті
- Найкращий бомбардир чемпіонату Росії (2): 2015/16 (20 голів), 2016/17 (18 голів)